# Manfred Orzessek
Manfred Orzessek (* 30. Juni 1933; † 12. April 2012 in Mönchengladbach) war ein deutscher Torhüter und -trainer. Er spielte unter anderem für Borussia Mönchengladbach in der Bundesliga. 1958 war er mit dem FC Schalke 04 Deutscher Meister.

## Karriere

### FC Schalke 04, 1953 bis 1961
Von Eintracht Gelsenkirchen kam Manfred Orzessek im Juli 1953 zu Schalke 04. Hier ersetzte er bald Stammtorwart Heinz Kersting. Sein Debüt in der Oberliga West hatte der stämmig gebaute, leicht untersetzte Torhüter am 6. September 1953 beim 3:2-Auswärtssieg bei Alemannia Aachen. Seine Teamgefährten in Gelsenkirchen nannten ihn bald den „Löwen“, da er eine „unwahrscheinliche Sprungkraft“ hatte und „unglaublich schnell in seinen Bewegungen“ war, so sein Mannschaftskamerad Willi Koslowski. Nach der Vizemeisterschaft 1956 absolvierte er für Schalke in der Endrunde alle sieben Spiele. Nach der Meisterschaft in der Oberliga West 1958 stand er in der Mannschaft, die im Finale der deutschen Meisterschaft den Hamburger SV mit 3:0 besiegte. Insgesamt bestritt Orzessek für Schalke 11 Endrundenspiele. Am 25. Juni 1955 hütete er im ersten Länderspiel der U-23-Nationalmannschaft des DFB das Tor beim 3:3 in Frankfurt/M. gegen Jugoslawien. Im Europacup der Landesmeister 1958/59 stand er in den drei Spielen gegen KB Kopenhagen und den zwei Begegnungen gegen Atlético Madrid im Tor. Für Schalke 04 absolvierte der Torhüter von 1953 bis 1961 in der Oberliga West 160 Spiele.

### Borussia Mönchengladbach, 1961 bis 1969
1961 wechselte Orzessek innerhalb der Oberliga West zu Borussia Mönchengladbach. In der Oberliga West bestritt er in seinem ersten Jahr 11 Spiele für die Borussia. In der Saison 1962/63 verdrängte er den bisherigen Stammtorhüter Friedel Dresbach und kam in dieser Saison zu 24 Einsätzen. Insgesamt kam er in der Oberliga West zu 35 Einsätzen für die Borussia. Mit der Mannschaft vom Niederrhein stieg er 1965 nach dem Gewinn des Regionalliga-Titels im Westen in die Bundesliga auf. Trainer Hennes Weisweiler setzte 1964/65 seinen Stammtorhüter in 32 Spielen ein und bestritt auch alle sechs Spiele in der Aufstiegsrunde mit ihm. Insgesamt bestritt Orzessek 70 Regionalligaspiele von 1963 bis 1965 für Mönchengladbach. Bis 1969 gehörte er zum Erstligakader der Borussia; seine 29 Bundesligaspiele machte er jedoch bis auf eins alle in der ersten Saison. 1966 verlor er seinen Stammplatz an Neuzugang Volker Danner. Sein letzter Einsatz in der Eliteklasse war am 29. April 1967 bei der 3:4-Niederlage der Gladbacher beim TSV 1860 München.
Nach seiner aktiven Karriere war Orzessek unter anderem kurzzeitig als Trainer beim TuS Grevenbroich tätig. Fünf Jahre war er Jugendtrainer bei Borussia Mönchengladbach. Nach einem Verwaltungslehrgang arbeitete er im Sportamt der Stadt Mönchengladbach.